# 道の駅マオイの丘公園
道の駅マオイの丘公園（みちのえき マオイのおかこうえん）は、北海道夕張郡長沼町にある国道274号の道の駅である。

## 施設
地元の新鮮な農産物が手に入る直売所がある。
- 駐車場
  - 普通車：176台
  - 大型車：14台
  - 福祉車両スペース用：4台
- 充電スタンド：4台
- 売店
- ピッツェリアトニーノ北海道長沼
- 屋上展望台（冬期間閉鎖）
- マオイの丘ファーマーズマーケット
2023年（令和5年）4月29日、旧農産物直売所がリニューアルされ複数店舗からなるマオイの丘ファーマーズマーケットとなる[2]。
- フェアフィールド・バイ・マリオット・北海道長沼マオイの丘公園

## アクセス
国道274号と国道337号、道央圏連絡道路南長沼ランプの交点に位置している。
- 新千歳空港から車で約30分
- 札幌から車で約50分